# 12012 Kitahiroshima
12012 Kitahiroshima è un asteroide della fascia principale. Scoperto nel 1996, presenta un'orbita caratterizzata da un semiasse maggiore pari a 2,2834940 UA e da un'eccentricità di 0,1462785, inclinata di 7,15710° rispetto all'eclittica.